# Adrián Szőke
Adrián Szőke (Senta, 1 juli 1998) is een Servisch voetballer van Hongaarse afkomst die als middenvelder of als aanvaller voor Heracles Almelo speelt.

## Carrière
Adrián Szőke speelde in de jeugd van Nyers István Akadémia, TuS Blau-Weiß Königsdorf 1900 en 1. FC Köln. Bij laatstgenoemde club speelde hij van 2017 tot 2019 in het tweede elftal, waarmee hij in de Regionalliga West uitkwam.
In 2019 vertrok hij naar Heracles Almelo, waar hij op 4 augustus in de met 0-4 verloren thuiswedstrijd tegen sc Heerenveen debuteerde. Hij begon in de basis en werd in de 74e minuut vervangen door Teun Bijleveld.

### Statistieken
| Seizoen                  | Club            | Land           | Competitie        | Competitie | Competitie | Beker | Beker | Totaal | Totaal |
| Seizoen                  | Club            | Land           | Competitie        | Wed.       | Dlp.       | Wed.  | Dlp.  | Wed.   | Dlp.   |
| ------------------------ | --------------- | -------------- | ----------------- | ---------- | ---------- | ----- | ----- | ------ | ------ |
| 2016/17                  | 1. FC Köln II   | Duitsland      | Regionalliga West | 1          | 0          | –     | –     | 1      | 0      |
| 2017/18                  | 1. FC Köln II   | Duitsland      | Regionalliga West | 21         | 3          | –     | –     | 21     | 3      |
| 2018/19                  | 1. FC Köln II   | Duitsland      | Regionalliga West | 29         | 12         | –     | –     | 29     | 12     |
| 2019/20                  | Heracles Almelo | Nederland      | Eredivisie        | 10         | 0          | 0     | 0     | 10     | 0      |
| 2020/21                  | Heracles Almelo | Nederland      | Eredivisie        | 19         | 1          | 2     | 2     | 21     | 3      |
| 2021/22                  | Heracles Almelo | Nederland      | Eredivisie        | 9          | 0          | 1     | 0     | 10     | 0      |
| Carrièretotaal           | Carrièretotaal  | Carrièretotaal | Carrièretotaal    | 89         | 16         | 3     | 2     | 92     | 18     |
| Bijgewerkt op 1 mei 2022 |                 |                |                   |            |            |       |       |        |        |